# Pegas do Cotorro
Pegas do Cotorro es un lugar situado en la parroquia de Coedo, del concello de Allariz, en la provincia de Orense, Galicia, España.